# لوكا أنتونيلي
لوكا أنتونيلي (بالإيطالية: Luca Antonelli)‏ (مواليد 11 فبراير 1987 في منزا - إيطاليا) لاعب كرة قدم إيطالي يلعب حاليا لصالح نادي الدرجة الأولى نادي إيه سي ميلان الإيطالي منذ 2015 في مركز الظهير الأيسر .

## روابط خارجية
- لوكا أنتونيلي على موقع الاتحاد الأوربي (الإنجليزية)
- لوكا أنتونيلي على موقع قاعدة بيانات كرة القدم.إي يو (الإنجليزية)
- لوكا أنتونيلي على موقع ناشيونال فوتبول تيمز (الإنجليزية)
- لوكا أنتونيلي على موقع Soccerway.com (الإنجليزية)
- لوكا أنتونيلي على موقع عالم كرة القدم.نت (الإنجليزية)
- لوكا أنتونيلي على موقع AS.com (الإسبانية)